# Hélice-boucle-hélice
Ne doit pas être confondu avec Hélice-coude-hélice.
La structure hélice-boucle-hélice (basic helix-loop-helix en anglais, ou bHLH) est un motif structurel des protéines caractéristique d'une famille de facteurs de transcription,,. Il ne doit pas être confondu avec le motif hélice-coude-hélice.
Le motif hélice-boucle-hélice est caractérisé par deux hélices α reliées par une petite boucle. Les facteurs de transcription qui ont ce motif sont généralement dimériques, chaque monomère ayant une hélice formée de résidus basiques facilitant la liaison avec l'ADN. En général, l'une des hélices est plus petite et permet la dimérisation en se repliant contre une autre hélice grâce à la flexibilité de la boucle. C'est généralement la plus grande des deux hélices qui se lie à l'ADN. Les protéines à motif bHLH se lient généralement à une séquence consensus dite « boîte E (en) », de type CANNTG, où N représente une base quelconque. La boîte E canonique est CACGTG (séquence palindromique), mais certains facteurs de transcription à bHLH, notamment ceux de la famille bHLH-PAS se lient à une séquence apparentée non palindromique, qui sont semblables à une boîte E.